# Hon'inbō Sansa
Hon'inbō Sansa (本因坊算砂, 1559-13 juin 1623), né Kanō Yosaburō (加納 與三郎), est un joueur de go japonais. Considéré comme l'un des joueurs les plus talentueux de l'époque d'Edo (1603-1867), il fonde l'école Honinbo, première des quatre grandes écoles de go au Japon, en 1612. Il est aussi prêtre bouddhiste de la secte Nichiren sous le nom Nikkai (日海).

## Vie et carrière
Kanō Yosaburō est né à Kyōto en 1559, dans une famille marchande prospère, et devient moine bouddhiste à l'âge de neuf ans. Il prend alors le nom de Nikkai. Son surnom "Hon'inbō" vient du nom de l'un des temples du complexe Jakkōji à Kyōto, où il réside. 
Parmi ses étudiants on trouve les daimyōs Oda Nobunaga, Toyotomi Hideyoshi, et Tokugawa Ieyasu, les trois grands "unificateurs" du Japon féodal. Nikkai considère les trois généraux comme de "cinquième degré", (五子, soit approximativement 5e dan amateur), mais des considérations diplomatiques ont probablement joué dans cette évaluation. 
C'est Nobunaga qui, en 1578, reconnait Nikkai, alors âgé de 20 ans, comme le premier Meijin (meilleur joueur de son temps). En 1582, Nikkai, à l'instigation de Nobunaga, prend part à une partie notable au temple Honnō-ji, contre son rival (et également moine Nichiren) Kashio Rigen (鹿塩 利玄) (né en 1565). La légende dit que cette partie, terminée par un triple ko (ce qui est exceptionnel), se serait tenue la veille de l'incident du Honnō-ji, qui valut la mort à Nobunaga. Depuis, le triple ko est tenu pour un mauvais présage par la tradition. Il existe un kifu de la partie, mais il est incomplet (ce qui n'est pas rare pour l'époque). 
En 1587, le successeur de Nobunaga, Hideyoshi, donne à Nikkai une position officielle, assure une rente à son temple, et assiste en personne à un tournoi qu'il organise. L'empereur Go-Yōzei lui accorde un rang en 1592.
En 1603, l'empereur reconnaît Tokugawa Ieyasu comme shōgun, marquant le début du Shogunat Tokugawa. À la demande d'Ieyasu, Nikkai délègue à son frère cadet Nichiei ses devoirs religieux à Jakkōji pour devenir le premier "Go-dokoro". Dans ce poste, il bénéficie d'une rente et d'un personnel. C'est à cette époque (vers 1605) que Nikkai prend le nom de Hon'inbō Sansa (本因坊算砂), "Sansa" étant écrit avec les caractères 算 (nombre, calcul, probabilité) et 砂 (sable).
Sansa n'est pas seulement remarquable joueur de go, il excelle également au shogi, mais sous le shogunat Tokugawa, le go est organisé en quatre grandes "maisons" (ou écoles), et le shogi en trois, qui chacune participe à des compétitions pour le titre de "Meijin" (grand maître). Le caractère officiel de cette division en compétitions distinctes signifie que les grands maîtres de go et de shogi doivent tenir des offices différents. En 1612, seuls huit joueurs de go et de shogi bénéficient d'un soutien institutionnel. Ce système persiste jusqu'à la chute du shogunat lors de la restauration Meiji.
Les compétitions se tenant à Edo (aujourd'hui Tokyo), siège du gouvernement, Sansa y voyage une fois par an, pour y résider un mois. C'est là qu'il meurt à l'âge de 65 ans, en 1623. 

## Héritage
Le jeune Sugimura succède à Sansa à la tête de la maison Hon'inbō sous le nom de Hon'inbō San'etsu lorsqu'il atteint sa majorité (à l'âge de 20 ans). Il n'atteindra cependant jamais le titre de Meijin, et c'est le troisième Hon'inbō qui accède à cet honneur. À l'époque du quatrième Hon'inbō, Dōsaku, l'école déménage finalement à Edo. 
Des dix Meijin historiques, sept sont issus de l'école Hon'inbō, tout comme les trois Kisei ("saints du go") et cinq des huit "Go-dokoro". C'est la plus prestigieuse des quatre maisons de go.
L'école établie par Hon'inbō Sansa perdure jusqu'au XXe siècle, tout comme les écoles Inoue et Yasui, mais elles périclitent sans le soutien du gouvernement. Le dernier maître de la maison Hon'inbō, Hon'inbō Shūsai, laisse à la Nihon Ki-in (qu'il a récemment contribué à créer) la sélection du tenant du titre de ce qui devient le tournoi Hon'inbō en 1936.